# Ủy ban Nhân dân Lâm thời Bắc Triều Tiên
Ủy ban nhân dân Lâm thời Bắc Triều Tiên là một chính phủ lâm thời cai quản thực tế miền bắc bán đảo Triều Tiên trong giai đoạn 1946-1947.
Ủy ban được thành lập vào ngày 8 tháng 2 năm 1946 nhằm đáp ứng nhu cầu của Chính quyền Dân sự Liên Xô và những người theo cộng sản phải tập trung quyền lực ở miền Bắc Triều Tiên, lúc đó là một khu vực được chia thành ủy ban nhân dân tỉnh. Được coi là tổ chức quyền lực hành chính cao nhất ở Bắc Triều Tiên, nó cũng trở thành một chính phủ lâm thời thực tế thực hiện các cải cách, như cải cách ruộng đất và quốc hữu hóa các ngành công nghiệp chủ chốt.
Ủy ban đã được thành lập bởi Ủy ban Nhân dân Bắc Triều Tiên vào ngày 21 tháng 2 năm 1947, trở thành một chính phủ lâm thời khi Bắc Triều Tiên chuyển sang Cộng hòa Dân chủ Nhân dân Triều Tiên.

## Lịch sử
Với sự đầu hàng của Đế quốc Nhật Bản trong trong chiến tranh thế giới thứ hai vào tháng 8 năm 1945, ủy ban nhân dân đã được thành lập trên khắp Triều Tiên. Chính quyền của các ủy ban nhân dân này đã được các lực lượng Liên Xô công nhận tiến vào Bắc Triều Tiên, đồng thời thiết lập chính quyền chiếm đóng của họ được gọi là Ủy trị dân sự Liên Xô vào ngày 3 tháng 10 năm 1945.
Một nỗ lực ban đầu của Liên Xô để tạo ra một chính phủ tập trung ở miền Bắc Triều Tiên là Ủy ban hành chính của năm tỉnh. Nó được thành lập vào ngày 8 tháng 10 năm 1945 và được lãnh đạo bởi chủ tịch ủy ban nhân dân quốc gia và Nam Bình Nhưỡng Cho Man Sik người là nhân vật nổi bật nhất ở phía Bắc Triều Tiên và là một trong những ứng cử viên của Liên Xô cho một nhà lãnh đạo tương lai của miền Bắc Triều Tiên. Ủy ban này là một tổ chức tự quản tạm thời được thành lập bởi đại diện của năm ủy ban nhân dân tỉnh ở Bắc Triều Tiên, bao gồm một liên minh giữa những người cộng sản và những người theo chủ nghĩa dân tộc. Ủy ban hành chính của năm tỉnh đã kết thúc sau khi Liên Xô bắt giữ Cho Man-sik vào tháng 1 năm 1946 do những ý thức hệ trái ngược giữa hai và Cho "Hội nghị Moskva cho một ủy thác tại Triều Tiên.
Vào ngày 8-9 tháng 2 năm 1946, một cuộc họp của các đảng chính trị, các tổ chức xã hội, ủy ban nhân dân và cơ quan hành chính ở miền Bắc Triều Tiên đã thành lập Ủy ban Nhân dân lâm thời Bắc Triều Tiên. Ủy ban thống trị cộng sản mới này được lãnh đạo bởi chủ tịch Kim Nhật Thành, một người theo cộng sản được Liên Xô hậu thuẫn để trở thành nhà lãnh đạo miền Bắc Triều Tiên. Ủy ban này thực sự đã trở thành một chính phủ lâm thời thực tế tiến hành các cải cách ở Bắc Triều Tiên như cải cách ruộng đất và quốc hữu hóa các ngành công nghiệp chính theo Nền tảng 20 điểm do Kim Nhật Thành ban hành vào tháng 3 năm 1946. Chính quyền dân sự Liên Xô tiếp tục hoạt động đồng thời với Ủy ban Nhân dân Lâm thời Bắc Triều Tiên, nhưng trong vai trò cố vấn.
Ủy ban nhân dân Lâm thời Bắc Triều Tiên đã tổ chức cuộc bầu cử ủy ban nhân dân địa phương vào tháng 11 năm 1946. Điều này là để chuẩn bị cho cuộc bầu cử vào tháng 2 năm 1947 của Hội đồng Nhân dân Bắc Triều Tiên, tổ chức Ủy ban Nhân dân Bắc Triều Tiên vào ngày 21 tháng 2 năm 1947 đã trở thành chính phủ lâm thời thành công ở Bắc Triều Tiên.

## Tổ chức
Ủy ban Nhân dân Lâm thời Bắc Triều Tiên được tổ chức thông qua một cuộc họp của các đảng chính trị, tổ chức xã hội, cơ quan hành chính và ủy ban nhân dân ở phía Bắc Triều Tiên vào ngày 8-9 tháng 2 năm 1946.
Tham gia cuộc họp có 137 đại biểu gồm hai đại diện của Đảng Cộng sản Triều Tiên, hai đại diện của Đảng Dân chủ Triều Tiên, hai đại diện của Liên minh Độc lập, hai đại diện của Liên đoàn Lao động, hai đại diện của Liên đoàn Lao động của Hiệp hội Nông dân, một đại diện của Hội Phụ nữ, một đại diện của Đoàn Thanh niên Dân chủ, một đại diện từ các hiệp hội tôn giáo, một đại diện của Hiệp hội Văn hóa Liên Xô-Triều Tiên, 11 trưởng phòng hành chính và đại diện của ủy ban nhân dân.
Kim Nhật Thành đã làm một báo cáo về tình hình chính trị ở Bắc Triều Tiên và vấn đề thành lập một ủy ban nhân dân lâm thời vào ngày đầu tiên của cuộc họp vào ngày 8 tháng 2. Điều này được tiếp nối vào ngày 9 tháng 2 bởi cuộc bầu cử 23 thành viên của Ủy ban Nhân dân lâm thời của Bắc Triều Tiên, với Kim Nhật Thành làm chủ tịch, Kim Tu Bong làm phó chủ tịch và Kang Ryang-uk làm tổng thư ký.
| Tên             | Liên kết                 |
| --------------- | ------------------------ |
| Kim Nhật Thành  | Đảng Cộng sản            |
| Kim Tu Bong     | Liên minh độc lập        |
| Mu Chong        | Đảng Cộng sản            |
| Kang Ryang-uk   | Đảng Dân chủ             |
| Choe Yong-gon   | Đảng Dân chủ             |
| Ri Mun-hwan     | Độc lập                  |
| Han Hui-jin     | Độc lập                  |
| Ri Sun-gun      | Đảng Cộng sản            |
| Ri Pong-su      | Đảng Cộng sản            |
| Han Tong-chan   | Độc lập                  |
| Jang Jong-sik   | Đảng Cộng sản            |
| Yun Ki-yong     | Đảng Dân chủ             |
| Choe Yong-dal   | Đảng Cộng sản            |
| Kim Tok-yong    |                          |
| Pang U-yong     | Liên minh độc lập        |
| Hong Ki-ju      | Đảng Dân chủ             |
| Hyon Chan-hyong | Tổng liên đoàn lao động  |
| Ri Ki-yong      | Hiệp hội văn hóa Hàn-Xô  |
| Kang Jin-gon    | Tổng liên đoàn nông dân  |
| Pak Jong-ae     | Liên đoàn Phụ nữ Dân chủ |
| Hong Ki-hwang   | Đảng Dân chủ             |
| Kang Yong-súng  | Liên đoàn lao động       |
| Pang Su-yong    | Đoàn thanh niên dân chủ  |

Ủy ban Nhân dân lâm thời của Bắc Triều Tiên cũng bao gồm mười phòng ban và ba văn phòng (sau này được tăng lên bốn Cục).
| Chức vụ                 | Tên            | Đảng chính trị           |
| ----------------------- | -------------- | ------------------------ |
| Chủ tịch                | Kim Nhật Thành | Đảng Cộng sản Triều Tiên |
| Phó Chủ tịch            | Kim Tu Bong    | Liên minh độc lập        |
| Tổng thư ký             | Kang Ryang-uk  | Đảng Dân chủ             |
| Sở công nghiệp          | Ri Mun-hwan    | Độc lập                  |
| Sở giao thông vận tải   | Han Hui-jin    | Độc lập                  |
| Sở Nông lâm nghiệp      | Ri Sun-gun     | Đảng Cộng sản            |
| Bộ phận thương mại      | Han Tong-chan  | Độc lập                  |
| Phòng dịch vụ bưu chính | Jo Yong-yol    | Đảng Cộng sản            |
| Sở tài chính            | Ri Pong-su     | Đảng Cộng sản            |
| Phòng Giáo dục          | Jang Jong-sik  | Đảng Cộng sản            |
| Sở y tế                 | Yun Ki-yong    | Đảng Dân chủ             |
| bộ Tư pháp              | Choe Yong-dal  | Đảng Cộng sản            |
| Bộ phận an ninh         | Choe Yong-gon  | Đảng Dân chủ             |
| Phòng kế hoạch          | Jong Jin-tae   | Đảng Cộng sản            |
| Phòng tuyên truyền      | O-sop          | Đảng Cộng sản            |
| Tổng cục                | Ri Ju-yon      | Đảng Cộng sản            |

Han Hui-jin sau đó sẽ được thay thế làm người đứng đầu bộ phận giao thông vận tải bởi Ho Nam-hui, và Han Tong-chan được thay thế làm người đứng đầu bộ phận thương mại bởi Jang Si-u. O Ki-sop sau đó trở thành người đứng đầu bộ phận lao động sau khi thành lập vào tháng 9 năm 1946, với Ri Chong-won trở thành người đứng đầu mới của văn phòng tuyên truyền.

## Cải cách
Vào ngày 23 tháng 3 năm 1946, Kim Nhật Thành đã ban hành Nền tảng 20 điểm, trở thành nền tảng của những cải cách sẽ được thực hiện ở Bắc Triều Tiên.
1. Hoàn toàn thanh trừng tất cả tàn dư của cựu đế quốc Nhật Bản trong đời sống chính trị và kinh tế ở Triều Tiên.
2. Mở một cuộc đấu tranh tàn nhẫn chống lại các phần tử phản động và chống dân chủ trong nước, và tuyệt đối cấm các hoạt động của các đảng, nhóm và cá nhân phát xít và chống dân chủ.
3. Đảm bảo các quyền tự do ngôn luận, báo chí, hội họp và đức tin cho tất cả mọi người. Đảm bảo điều kiện cho các hoạt động tự do của các đảng chính trị dân chủ, hiệp hội làm việc, hiệp hội nông dân và các tổ chức xã hội dân chủ khác.
4. Toàn bộ người dân Triều Tiên có nghĩa vụ và quyền tổ chức các ủy ban nhân dân, các tổ chức hành chính địa phương thống nhất, thông qua các cuộc bầu cử dựa trên lá phiếu phổ quát, trực tiếp, bình đẳng và bí mật.
5. Đảm bảo quyền bình đẳng cho mọi công dân bất kể giới tính, đức tin và sở hữu tài sản.
6. Khăng khăng về quyền bất khả xâm phạm về nơi cư trú và con người, và sự bảo đảm hợp pháp về tài sản và tài sản cá nhân của công dân.
7. Bãi bỏ tất cả các thể chế pháp lý và tư pháp được sử dụng trong thời kỳ cai trị của đế quốc Nhật Bản trước đây và cũng chịu ảnh hưởng của nó, và bầu các thể chế tư pháp của mọi người về các nguyên tắc dân chủ và bảo đảm quyền bình đẳng theo pháp luật cho mọi công dân.
8. Phát triển các ngành công nghiệp, trang trại, giao thông vận tải và thương mại để tăng phúc lợi của người dân.
9. Quốc hữu hóa các doanh nghiệp lớn, các tổ chức giao thông, ngân hàng, mỏ và rừng.
10. Cho phép và khuyến khích tự do trong thủ công mỹ nghệ tư nhân và thương mại.
11. Tịch thu đất từ người Nhật, quốc tịch Nhật Bản, những kẻ phản bội và chủ đất hành nghề canh tác của người thuê và loại bỏ hệ thống canh tác của người thuê, và biến tất cả đất bị tịch thu thành tài sản của nông dân. Có nhà nước quản lý tất cả các cơ sở thủy lợi miễn phí.
12. Đấu tranh chống lại các nhà đầu cơ và cho vay nặng lãi bằng cách ban hành giá thị trường cho nhu cầu thiết yếu hàng ngày.
13. Thực hiện một hệ thống thuế đơn và công bằng, và thực hiện một hệ thống thuế thu nhập lũy tiến.
14. Thực hiện một hệ thống làm việc 8 giờ cho công nhân và nhân viên văn phòng, và điều chỉnh mức lương tối thiểu. Cấm làm việc cho nam dưới 13 tuổi và thực hiện hệ thống làm việc 6 giờ cho nam từ 13 đến 16 tuổi.
15. Thực hiện bảo hiểm nhân thọ cho công nhân và nhân viên văn phòng, và thực hiện một hệ thống bảo hiểm cho công nhân và doanh nghiệp.
16. Thực hiện một hệ thống giáo dục bắt buộc phổ quát, và mở rộng rộng rãi các trường tiểu học, trung học cơ sở, trung học phổ thông và đại học dưới sự quản lý của nhà nước. Cải cách hệ thống giáo dục nhân dân theo hệ thống dân chủ của nhà nước.
17. Tích cực phát triển văn hóa, khoa học và nghệ thuật quốc gia, đồng thời mở rộng số lượng nhà hát, thư viện, đài phát thanh và rạp chiếu phim.
18. Cài đặt rộng rãi các trường đặc biệt để trau dồi tài năng được yêu cầu trong tất cả các lĩnh vực của các tổ chức nhà nước và nền kinh tế nhân dân.
19. Khuyến khích mọi người và doanh nghiệp tham gia vào khoa học và nghệ thuật, và cung cấp viện trợ cho họ.
20. Mở rộng số lượng bệnh viện nhà nước, loại bỏ các bệnh truyền nhiễm và điều trị cho người nghèo miễn phí.[4]

Vào ngày 8 tháng 3 năm 1946, cải cách ruộng đất được thực hiện ở Bắc Triều Tiên, chứng kiến sự tịch thu đất đai từ các tổ chức và quốc tịch Nhật Bản, sự hợp tác của Triều Tiên, địa chủ và các tổ chức tôn giáo. Khu đất bị tịch thu sau đó được phân phối lại cho 420.000 hộ gia đình. Tổng cộng 52% diện tích đất của Bắc Triều Tiên và 82% quyền sở hữu đất được phân phối lại.
Vào ngày 24 tháng 6 năm 1946, một ngày làm việc 8 giờ được thực hiện, với các công nhân tham gia vào công việc nguy hiểm được giao cho một ngày làm việc 7 giờ. Công việc bị cấm đối với những người dưới 14 tuổi. Trả lương công bằng và bảo hiểm xã hội cho người lao động.
Vào ngày 22 tháng 7 năm 1946, một đạo luật về bình đẳng giới ở Bắc Triều Tiên đã được ban hành.
Vào ngày 10 tháng 8 năm 1946, 1.034 cơ sở công nghiệp lớn, hay 90% tổng số ngành công nghiệp ở Bắc Triều Tiên, đã bị quốc hữu hóa.
Vào ngày 27 tháng 12 năm 1946, người ta đã quyết định rằng nông dân ở Bắc Triều Tiên sẽ cho 25% thu hoạch của họ dưới dạng thuế nông nghiệp.